# Aquilegia barbaricina
Aquilegia barbaricina (лат.) — многолетнее травянистое растение, вид рода Водосбор (Aquilegia) семейства Лютиковые (Ranunculaceae). Эндемик Италии, встречающийся только на Сардинии.

## Ботаническое описание

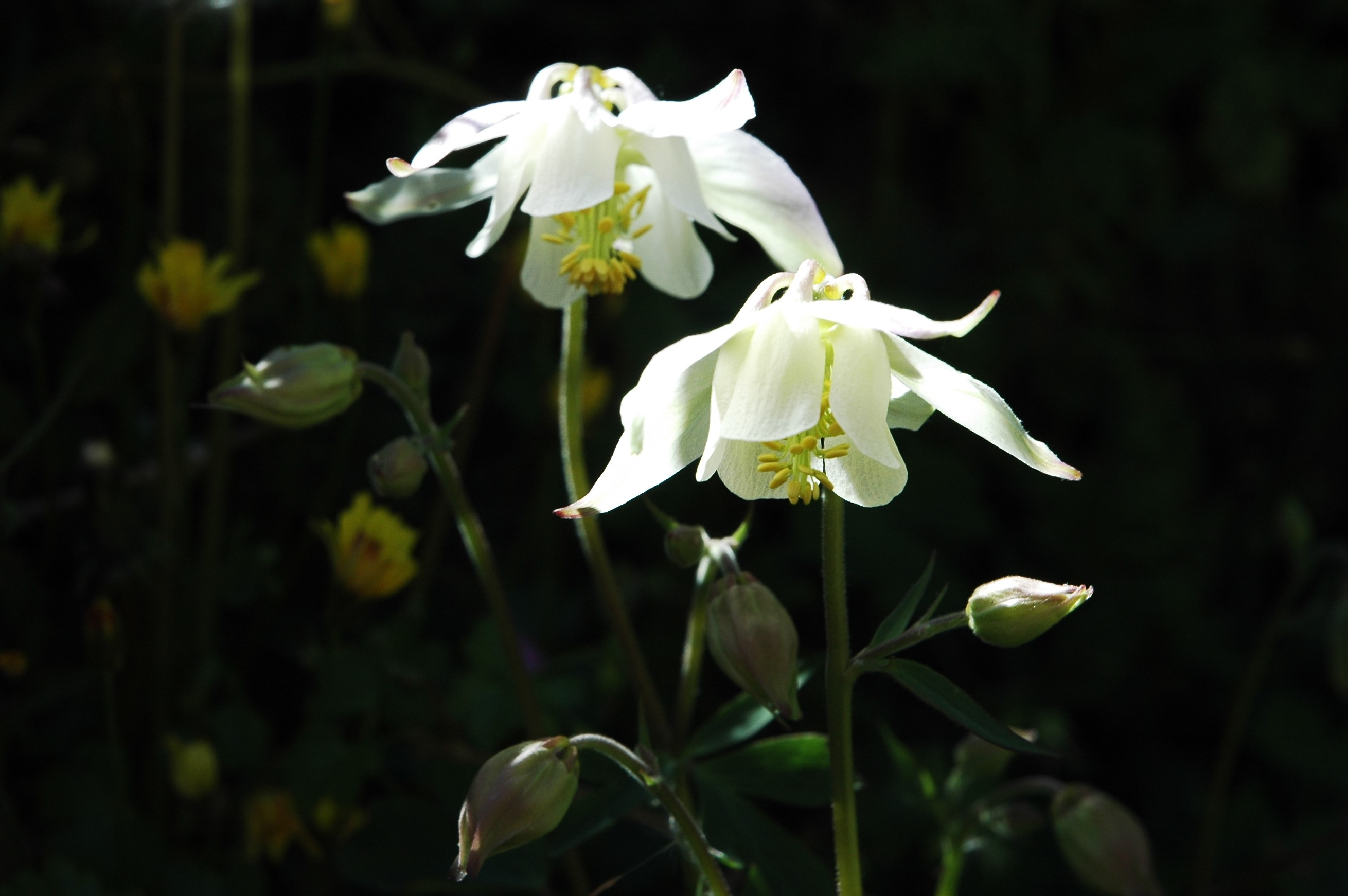
Цветки A. barbaricina

Aquilegia barbaricina — травянистое прямостоячее растение высотой от 30 до 50 см. Листья расположены в виде прикорневых розеток, двудольных или трёхраздельных, сердцевидные или ромбовидные и с различными лопастями по краям. Цветок состоит из 5 внешних лепестков околоцветника, между которыми внутренние лепестки принимают форму перевернутой шляпки, внутри которой находятся нектарники. Цвет внешних лепестков белый, с зеленоватыми вершинными частями и лиловыми оттенками. Корневая система состоит из довольно крупного корневища диаметром от 8 до 15 мм, из которого развиваются прикорневые листья.

## Ареал и местообитание
Aquilegia barbaricina — эндемик Сардинии, произрастает в ольховых кустарниковых зарослях вдоль рек и ручьёв на высоте 1300—1400 м над уровнам моря. Естественная среда обитания — средиземноморские кустарники и кустарниковые болотные растительные сообщества. Исследования 1992 года показали нескольких популяций растения в горах центральной Сардинии на Монте-Спада в районе хребта Дженнардженту и в двух других местах в окрестностях Оргозоло. В настоящее время сохранилась только популяция на Монте-Спада.

## Таксономия
Видовой эпитет относится к историческому горному региону Сардинии Барбаджа, в котором встречается Aquilegia barbaricina.

## Охранный статус
Международный союз охраны природы классифицирует природоохранный статус вида как «находящийся на грани полного исчезновения».